# Bahar (Verwaltungsbezirk)
Bahar (persisch شهرستان بهار) ist ein Schahrestan in der Provinz Hamadan im Iran. Er enthält die Stadt Bahar, welche die Hauptstadt des Verwaltungsbezirks ist. 

## Kreise
- Zentral (بخش مرکزی)
- Laledschin (بخش لالجین)
- Salehabad (بخش صالح‌ آباد)

## Demografie
Bei der Volkszählung 2016 betrug die Einwohnerzahl des Schahrestan 119.082. Die Alphabetisierung lag bei 82 Prozent der Bevölkerung. Knapp 49 Prozent der Bevölkerung lebten in urbanen Regionen.
| Zensusjahr | Einwohnerzahl |
| ---------- | ------------- |
| 2011       | 123.869       |
| 2016       | 119.082       |